# Castéra-Lanusse
Castéra-Lanusse è un comune francese di 38 abitanti situato nel dipartimento degli Alti Pirenei nella regione dell'Occitania.

## Società

### Evoluzione demografica
Abitanti censiti